# Mardochée Astruc
Pour les articles homonymes, voir Astruc.
Mardochée Astruc est un écrivain provençal de langue d'oc (le judéo-provençal) et hébraïque originaire du Comtat Venaissin (de L'Isle-sur-la-Sorgue) et actif au XVIIe siècle.

## Biographie
Auteur de poème liturgique (de piyyoutim), il marque l'histoire des lettres provençales en étant l'auteur de la première version de la pièce Lou Jo de Haman, écrite en célébration de la fête de Purim. Au XVIIIe siècle, Jacob de Lunel reprendra la pièce, la divisera en acte et en donnera la version définitive imprimée en 1774 : La Reine Esther.